# Royaume de Bono
Le royaume de Bono (Royaume bono ou Bonoman) est un État commerçant créé par le peuple Bono, aujourd'hui nommé Abron, situé dans ce qui est aujourd'hui le sud du Ghana. Bono est un royaume médiéval Akan dans ce qui est maintenant les régions de Bono (en), Bono Est (en) et Ahafo (en) nommées respectivement d'après les populations locales (Bono et Ahafo (en)), ainsi que la région de l'Est de la Côte d'Ivoire. Ce royaume est généralement considéré comme le point d'origine des sous-groupes du peuple Akan qui migrent hors de l'État à plusieurs reprises pour créer de nouveaux États Akan à la recherche d'or. Le commerce de l'or commence à prospérer dans le royaume de Bono dès le XIIe siècle et est le carrefour commercial Akan principal dès le Moyen Âge.

## Histoire

### Origine
La tradition orale considère que l'origine du peuple Akan de Bono provient d'une migration du Nord depuis l'empire du Ghana, dans ce qu'on appelle désormais le Sahel. La migration serait la conséquence de l'importation de l'islam au sein de l'Empire, poussant le peuple Bono en dehors des frontières afin de préserver leurs traditions de culte et de spiritualité ancestrale Bono. Des conflits se déroulent durant cette période et augmentent la migration dans le sud, vers l'actuel Ghana,.
Le royaume de Bono s'établit à la lisière de la région forestière du Ghana, entre les petits États Akan du Sud et les royaumes mossi. Une carte néerlandaise de 1629 précise au sujet du royaume  « Bonnoe. Gens simples. Pas de forêt ». Le terme Bono  signifierait pionnier, cependant la tradition orale pense  également que ce nom provient de Boo (en akan, trou), en accord avec la légendes sur les origines des fondateurs du royaumes sortis d'un trou dans le sol à Amuowi. Au XVe siècle, le royaume de Bono semble concentrer l'activité commerciale de tout la région du futur Ghana.

### Centres commerciaux utilisés par l'État
Le royaume de Bono se trouve sur l'une des principales voies commerciales reliant le Niger, les États forestiers du Ghana et les royaumes mossi. Les principaux acteurs du commerce inter-état sont l'État de Yendi et de Gonja au Nord, Tafo, Aowin, Kaase et Denkyira au sud. Ce commerce se concentre alors à Dwabirim. Cependant, l'extension de l'influence du royaume Bono le voient diriger d'autres cités commerciales importantes.

#### Bono Mansa
Bono Mansa (littéralement « Sur l'état de Bono ») parfois connu sous le nom de Bono Manso ou Mansu est une zone commerciale dans l'état médiéval de Bono et un centre commercial majeur dans ce qui est maintenant principalement la région de Bono East. Située juste au sud du fleuve Volta Noire à la zone de transition entre la savane et la forêt, la ville est fréquentée par les caravanes de Djenné et de Tombouctou dans le cadre du commerce transsaharien. Les marchandises échangées comprenaient des noix de cola, du sel, du cuir et de l'or ; l'or est le bien commercial le plus important de la région, à partir du milieu du XIVe siècle,,. Après la chute du royaume en 1723, la ville est incendiée et désertée par sa population.

#### Begho
Begho (également nommé Bighu ou Bitu; appelé Bew ou Nsokɔ par les Akan) est une ville marchande médiévale située au sud de la Volta Noire dans la zone qui fait la transition entre les forêts et la savane de la région de Brong-Ahafo. La ville, comme Bono Mansa, est un centre commercial important fréquenté par les caravanes de l'empire du Mali dès 1100. Les marchandises échangées sont l'ivoire, le sel, le cuir, l'or, les noix de cola, les vêtements et les alliages de cuivres,.
Des fouilles archéologiques mettent au jour des structures murées datées entre 1350 et 1750 après J.C., ainsi que des poteries, des pipes à fumer et des preuves de la fonte du fer. Avec une population probable de plus de 10 000 habitants, Begho est l'une des plus grandes villes du sud de l'Afrique de l'Ouest au moment de l'arrivée des Portugais en 1471.
Le roi malien occupe la ville au milieu du XVIe siècle. Selon Blackwell, les Bighu Juula considèrent que la ville échoue à maintenir un approvisionnement en or suffisant et poussent le roi du Mali à intervenir. Après cela, l'apport en or Akan est beaucoup plus important. Blackwell suppose que le Mali y préserve un contrôle via les Soninke Wangara (en).
Le site archéologique de Begho se trouve à proximité de l'actuel village de Hani.

#### Bonduku
Bondoukou est un autre centre commercial au sein de l'empire de Bono. Il donne naissance à l'état de Gyaman également orthographié Jamang qui est particulièrement célèbre dans la production de coton. L'État a existé de 1450 à 1895 et son territoire se situe de part et d'autre du Ghana et de la Côte d'Ivoire,.

### Chute du Bono
La chute de l'État de Bono s'est produite lors de la montée de plusieurs nations Akan, en particulier l'exode de divers sous-groupes Akans de l'État de Bono. C'est là que la majorité des dialectes Akan de Côte d'Ivoire migrent à l'ouest du Ghana. Plusieurs facteurs affaiblissent cet État, notamment des conflits entre les dirigeants, des conflits dus à la fiscalité et l'absence d'accès direct à la Côte de l'Or où le commerce renforce les petits États Akan,.
Vers 1700, l'émergence de la confédération Ashanti menace le royaume de Bono. Afin d'asseoir son pouvoir, Osei Tutu Ier évince du trône d'Amakum les nobles qui ne descendent pas de l'union du clan Oyoko à celui de l'État d'Amakum. Cette situation provoque l'exil de cette noblesse qui fuit vers Techiman, dans le royaume de Bono. Sous la protection d'Amo Yao, chef de Techiman, ils fondent l'État de Nkoranza. Plus tard, lors du conflit de succession qui suit la mort d'Osei Tutu, le fils de ce dernier, Bafo Pim, rejoint les exilés.
Les différentes guerres et la défaite ashantie en 1717 les place en position de faiblesse. Le Bonohene (roi de Bono) ne s'estime pas en danger. Bafo Pim devient même un conseiller proche du roi et joue un double jeu avec celui-ci, informant Opoku Ware des actions menées et des troubles internes. La tradition pense que c'est par jeu de subterfuge que les Ashantis se mettent en guerre. Selon les historiens, ce serait oublier que le royaume de Bono est alors miné par des conflits internes et des querelles de succession. Sous le règne d'Amo Yao, un conflit de succession entraine notamment l'exode de deux chefs importants : Abrakwamsi et Nsamankwa. Ces derniers rejoignent la côte.
À la veille de l'invasion ashantie, le royaume de Bono est moribond au point que la tradition orale inverse un faits pour l'attribuer à la subversion de Bafo Pim. Ce seraient en réalité la plupart des sujets du Bonohene Amo Yao, perçu comme tyrannique, qui auraient enterré leurs armes afin de refuser de se battre et se rendre. En 1722-1723, le royaume succombe sous les attaques d'Opoku Ware Ier, Asantehene de l'Empire ashanti. Le territoire du royaume est démantelé et la capitale transférée à Techiman.
Les conséquences de la chute du royaume de Bono sont capitales sur le plan économique. Le trésor royal ainsi que les artisans sont saisis et déportés à Kumasi. Les connaissances de la structuration économique et commerciale des Bono provoque de nombreuses réformes au sein de l'Empire ashanti. Ces éléments sont les pierres fondatrices du dispositif de contrôle administratif et économique appliqué par les Ashanti.

## Structure des villes de Bono
Sur la base des fouilles, des datations au carbone 14 et des traditions orales locales, Effah-Gyamfi (1985) établit trois phases urbaines distinctes. Selon lui, dans la première phase (XIIIe – XVe siècles), le centre urbain est relativement petit et les villes sont peuplées de milliers de personnes qui n'habitent pas toutes dans le centre urbain. Les bâtiments sont faits d'acacia enduit. La poterie peinte de cette période a été retrouvée répartie dans un rayon de 3,3 km.
Dans la deuxième phase, du XVIe au XVIIe siècle, les centres urbains sont plus grands, constitués principalement de maisons uniformément réparties et d'une place de marché centrale. De nombreuses indications de participation au commerce à longue distance, telles que les perles de verre importées et la poterie recouverte de mica, proviennent de cette période,.

## Culture

### Liens avec l'Islam
Autant les auteurs que la tradition orale témoignent de nombreux liens avec l'islam qui font du royaume de Bono une porte d'entrée pour l'introduction de communautés musulmanes dans toute la région intérieure de la Côte de l'Or. Le premier établissement musulman remonte à l'envoi d'une ambassade dirigée par le futur souverain de Bono au Soudan afin d'étudier l'extraction et le commerce de l'or. Les liens culturels sont également importants : le cheval est un symbole de prestige, les chefs portent des tuniques à capuche et siègent sur des coussins plutôt que des dwa.
Au XVIe siècle, l'influence de l'Islam s'exerce directement sur la famille royale qui contracte fréquemment des mariages avec les Dioula et se convertissent. Les États Akans voient d'un mauvais oeil se rapprochement.

### Influence sur la culture Akan
Divers aspects de la culture Akan proviennent de l'État de Bono, notamment le parapluie utilisé pour les rois, les épées de la nation, les tabourets, l'orfèvrerie, la forge, le tissage du tissu Kente, les symboles adinkra et la pesée de l'or,.